# Musik der Gegenwart
Musik der Gegenwart war eine Konzertreihe in Wien. Sie wurde ab 1936 über drei Spielzeiten durchgeführt und präsentierte der Öffentlichkeit Musik der zeitgenössischen Avantgarde.
Begründet wurde Musik der Gegenwart maßgeblich von Paul Amadeus Pisk, aber auch Friedrich Wildgans, Marcel Rubin und Ernst Bachrich waren Mitbegründer der Konzerte. Betreut und verantwortlich geleitet wurde die Reihe von Wildgans und Rubin gemeinsam. Die Konzerte endeten mit Rubins Emigration 1938.